# 渡辺富夫 (市民ランナー)
渡辺 富夫（わたなべ とみお、1945年1月1日 - ）は、日本の市民ランナー。神奈川県相模原市在住。現在の千葉県鴨川市出身。
2010年10月2日の皇居竹橋マラソン大会から始め、2011年1月9日に平塚市の総合公園で連続100日のフルマラソン完走を達成した。これは従来の世界記録（52日）を大幅に上回る世界記録である。夫婦でフルマラソン200回完走のギネス記録も持つ。